# Astochia flava
Astochia flava är en tvåvingeart som beskrevs av Scarbrough och Biglow 2004. Astochia flava ingår i släktet Astochia och familjen rovflugor.
Artens utbredningsområde är Thailand. Inga underarter finns listade i Catalogue of Life.